# Oryza grandiglumis
Espèce

Oryza grandiglumis est une espèce de plantes monocotylédones de la famille des Poaceae, sous-famille des Oryzoideae, originaire des régions tropicales d'Amérique du Sud. 
Ce sont des plantes herbacées annuelle, cespiteuses, aux tiges (chaumes) dressées, pouvant atteindre 200 cm de long. L'inflorescence est une panicule
Cette espèce de riz sauvage tétraploïde (2n=48), au génome de type CCDD, fait partie du pool génique secondaire du riz cultivé (Oryza sativa). Elle présente des caractères intéressants sur le plan économique tel que la production d'une biomasse élevée.